# NGC 1083
NGC 1083 é uma galáxia espiral (Sb) localizada na direcção da constelação de Eridanus. Possui uma declinação de -15° 21' 26" e uma ascensão recta de 2 horas, 45 minutos e 40,7 segundos.
A galáxia NGC 1083 foi descoberta em 29 de Setembro de 1886 por Lewis A. Swift.